# Paullinia globosa
Paullinia globosa är en kinesträdsväxtart som beskrevs av Killip & Cuatrec.. Paullinia globosa ingår i släktet Paullinia och familjen kinesträdsväxter. Inga underarter finns listade i Catalogue of Life.